# Барта, Алеш
Алеш Барта (чеш. Aleš Bárta; род. 30 августа 1960, Рыхнов-над-Кнежноу) — чешский органист.
Учился в Брненской консерватории (у Йозефа Пьюкле), затем в Пражской академии музыки (у Вацлава Рабаса). Выиграл Международный конкурс органистов имени Брукнера (Линц, 1982), затем конкурс органистов Международного музыкального фестиваля «Пражская весна» (1984).
Известен, прежде всего, исполнением произведений Иоганна Себастьяна Баха. Записи Баха в исполнении Барты получили высшие музыкальные награды в Чехии (золотой диск фирмы «Супрафон», 1996) и Японии (1995). Среди других заметных записей Барты — альбом органных транскрипций русской классики (2000, фирма Octavia Records), включающий, в частности, «Картинки с выставки» Мусоргского и сюиту из балета Чайковского «Щелкунчик».